# Iosif Morariu
Iosif Morariu (n. 1865, Feldioara, județul Brașov – d. 1948) a fost un deputat în Marea Adunare Națională de la Alba Iulia , organismul legislativ reprezentativ al „tuturor românilor din Transilvania, Banat și Țara Ungurească”, cel care a adoptat hotărârea privind Unirea Transilvaniei cu România, la 1 decembrie 1918 :p. 211.

## Biografie
A făcut liceul în Brașov și Teologia la Sibiu, fiind numit învățător în Dobra în 1887, unde va și înființa un cor al plugarilor și meseriașilor. În 1890 este hirotonit preot în Cuvin, după care este numit protopop în Dobra. În toamna anului 1918 a contribuit la organizarea consiliilor și gărzilor române din Cercul Dobra :p. 211.

## Activitatea politică
Ca deputat în Adunarea Națională din 1 decembrie 1918, Iosif Morariu a fost delegat al Cercului electoral Dobra :p. 211.